# فالداي
فالداي (بالروسية: Валдай) هي إحدى مدن روسيا في الكيان الفدرالي الروسي نوفغورود أوبلاست.

## توأمة
لفالداي اتفاقيات توأمة مع:
- تورجوك